# Sugnu
Sugnu è una suddivisione dell'India, classificata come nagar panchayat, di 4.507 abitanti, situata nel distretto di Thoubal, nello stato federato del Manipur. In base al numero di abitanti la città rientra nella classe VI (meno di 5.000 persone).

## Geografia fisica
La città è situata a 24° 20' 16 N e 93° 52' 06 E. 

## Società

### Evoluzione demografica
Al censimento del 2001 la popolazione di Sugnu assommava a 4.507 persone, delle quali 2.256 maschi e 2.251 femmine. I bambini di età inferiore o uguale ai sei anni assommavano a 647, dei quali 332 maschi e 315 femmine. Infine, coloro che erano in grado di saper almeno leggere e scrivere erano 2.752, dei quali 1.619 maschi e 1.133 femmine.